# خرموش‌های حشره‌خوارمانند
خرموش‌های حشره‌خوارمانند (نام علمی: Rhynchomys) نام یک سرده از زیرخانواده نیاموشان است.